# Bárbara Riveros
Bárbara Catalina Riveros Díaz (Santiago, 3 d'agost de 1987) és una esportista xilena de l'especialitat de triatló que va ser campiona mundial de la modalitat esprint en 2011. Ha obtingut medalles en els Jocs Panamericans i Jocs Sud-americans.

## Trajectòria esportiva

### Inicis
Des de molt petita, Bárbara va obtenir llocs destacats en competicions de Ciclisme de muntanya i Atletisme, arribant a aconseguir diversos triomfs a nivell nacional al seu país. Des dels 9 anys, va manifestar interès pel triatló gràcies a la motivació del seu pare, Agustín Riveros, que va ser atleta tota la seva vida i amb qui sortia a trotar sent molt nena.
Als 8 anys va començar la seva carrera esportiva. Es va iniciar fent atletisme en el Club Sport Francès i la seva primera competència va ser a aquesta edat en el Estadi Sausalito de Viña del Mar, on va sortir segona. A l'edat de 9 anys, es va presentar en el Club Universitat Catòlica per practicar aquesta disciplina formalment, però la seva limitació era la natació, començant a treballar aquesta disciplina de manera especial.

### Primers jocs olímpics i triomfs internacionals (2008-2010)
En els Jocs Olímpics de Beijing 2008, el seu primer esdeveniment olímpic, va finalitzar en el lloc 25è.
Al Campionat Mundial de Triatló de 2010, realitzat en Sydney realitzat l'11 d'abril d'aquest any, va obtenir medalla d'or, i el 8 de maig, a Seül, va obtenir un 2n lloc. Durant aquest any, no va obtenir més medalles en el Campionat Mundial de Triatló.
Als Jocs Sud-americans de 2010 va ser reconeguda per ser la primera esportista amb el major nombre de medalles de la selecció de Xile en aquesta edició dels Jocs Sud-americans. El seu acompliment en la novena edició dels jocs, es va identificar per ser la cinquantè novena esportista amb el major nombre de medalles entre tots els participants de l'esdeveniment, amb un total de 4 medalles: 
- Medalla d'or en Distància olímpica Triatló Dones i en Triatló velocitat Distància Dones.
- Medalla de plata en Triatló distància Olímpica Equip Dones.
- Medalla de bronze en Triatló velocitat Distància Equip Dones.[4]

### Segons jocs olímpics i cim en rànquings (2011-2014)

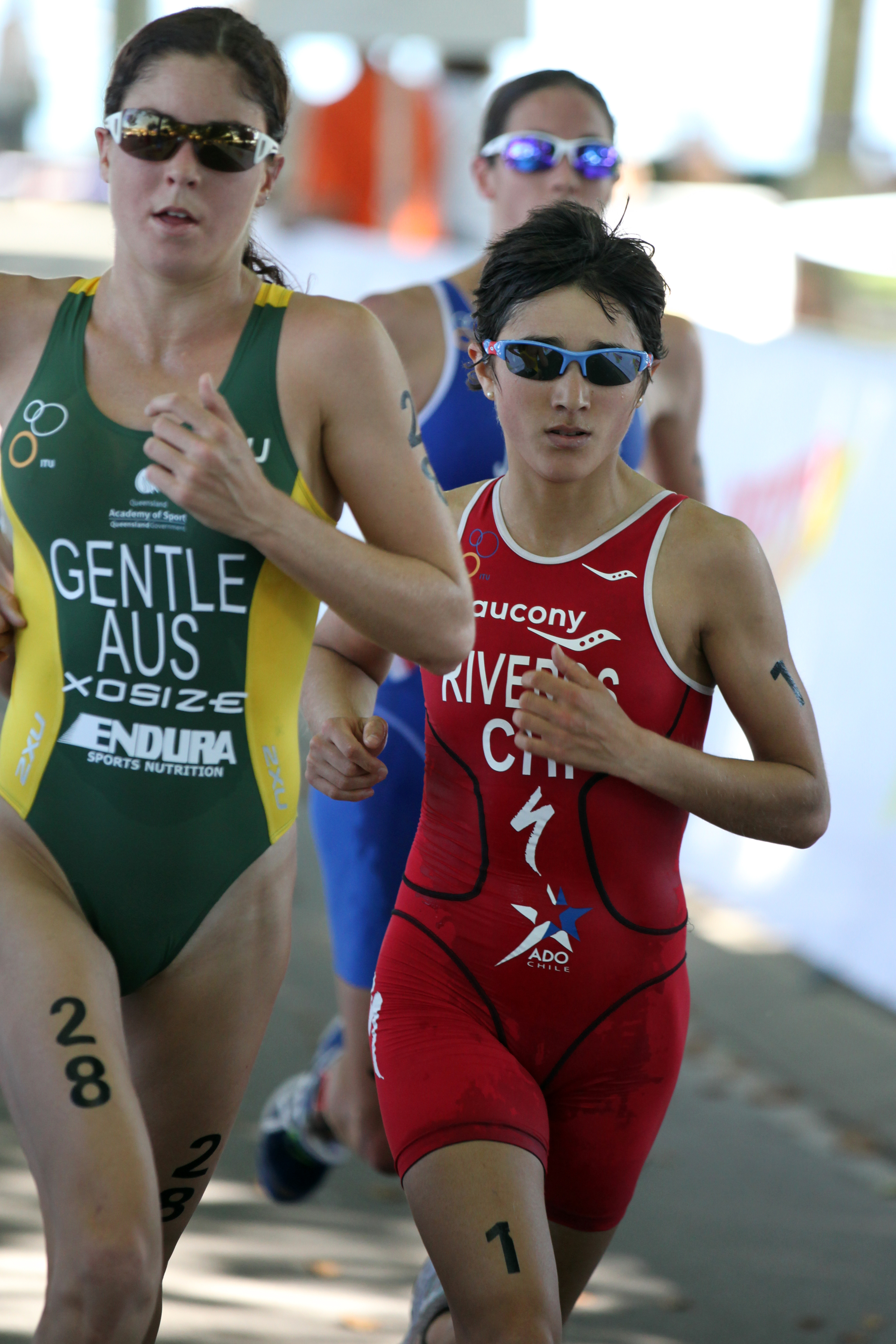
Riveros (de vermell) en una competència en 2011.

A l'abril de l'any 2011, se situa 1a en el rànquing del Campionat Mundial de Triatló, 4t en el rànquing ITU i 10è en el rànquing per classificar als Jocs Olímpics de Londres 2012. Convertint-la en una destacada triatleta a nivell mundial.
El 17 de juliol de 2011, se situa 1a del rànquing mundial, després d'obtenir el 5è lloc en la competència de Hamburg, en la quarta data de la Sèrie de Campionat Mundial 2011 i obté el títol mundial Sprint en Laussane. El 2012 obté el 3.er lloc en els mundials d'Estocolm distancia Sprint i Auckland distancia Olímpica i el Vicecampeonato Mundial XTerra de la Unió Internacional de Triatló (ITU). L'any 2013 incursiona en la disciplina Half Ironman 70.3 i obté el primer lloc a Berlín, Alemanya i 51.50 en Klagenfurt, Àustria. És una de les poques esportistes que ha incorregut amb pòdium mundials en les distancies Sprint, Olímpica, XTerra, Hal Ironman i 51.50.
En els Jocs Olímpics de Londres 2012, va finalitzar en la posició 16a.

### Or panamericà i tercers jocs olímpics (2015-present)
En els Jocs Panamericans de 2015 realitzats en Toronto, Canadà, Riveros va obtenir medalla d'or en la competició individual amb una marca d'1:57:18, obtenint la classificació pels Jocs Olímpics de Rio de Janeiro 2016.
En 2015 obté la victòria en el Ironman de Pucón, i és triada com la Millor Esportista de l'any a Xile.
En 2016 torna a guanyar l'Ironman de Pucón. Aquest mateix any, en els Jocs Olímpics de Rio de Janeiro, Riveros va obtenir el cinquè lloc en el triatló femení.

## Vida personal
Bárbara té congelats els seus estudis de Nutrició en la Universitat de Xile, per dedicar-se completament a l'esport.